# ミドルブルック7H9培地
ミドルブルック7H9培地（英：Middlebrook 7H9 broth）は、マイコバクテリウム属、特に結核菌の培養に特別に使用される液体増菌培地である。

## 組成
- 硫酸アンモニウム
- L-グルタミン酸
- クエン酸ナトリウム
- ピリドキシン
- ビオチン
- リン酸二ナトリウム
- リン酸一カリウム
- クエン酸鉄アンモニウム
- 硫酸マグネシウム
- 塩化カルシウム
- 硫酸亜鉛
- 硫酸銅

ミドルブルック7H9培地は、グリセロール、オレイン酸、アルブミン、デキストロースなどの栄養素を添加した場合、マイコバクテリウム属の増殖を促進するが、グリセロールによって阻害されるMycobacterium bovisは例外である。
判定は接種後5～7日以内に実施し、その後は1週間に1回、最長8週間まで行う。
ミドルブルック培地は、抗菌試験、生化学的試験（アリールスルファターゼおよび亜テルル酸還元）、保存株の維持のために一般的に使用される。
さらに、7H9培地は、mycobacteria growth indicator tubeの培地として使用される。

## 関連記事
- en:Lowenstein-Jensen medium
- ミドルブルック7H10寒天培地